# Клубний чемпіонат світу з футболу серед жінок
Клубний чемпіонат світу з футболу серед жінок — пропонований міжнародний жіночий футбольний, який буде організований ФІФА. Нині турнір знаходиться у плануванні й, як очікується, почнеться в 2017 році.
Формат турніру невідомий. Чоловічий клубний чемпіонат світу включає в себе сім команд — переможців шести конфедерацій, а також чемпіона країни-організатора. Тому за в жіночому турнірі швидше за все гратимуть переможці Жіночого кубка Лібертадорес (Південна Америка) і Ліги чемпіонів УЄФА серед жінок (Європа). Проте на 2016 рік Азійська, Африканська, Північноамериканська та Океанійська конфедерації не мають аналогічних турнірів.

## Історія
Першим міжнародним щорічний клубним жіночим турніром став Міжнародний жіночий клубний чемпіонат (IWCC), який був заснований і організований Японської футбольної асоціації та Л-Лігою. Перший розіграш відбувся в Японії в листопаді 2012 року за участю чотирьох команд — «Ліон» (Європа), «Канберра Юнайтед» (Австралія), «ІНАК Кобе Леонесса» (Японія) і «НТВ Белеза» (переможець Кубка Японії).
У жовтні 2012 року старший виконавчий директор L-ліги Тагуті Йосінорі оголосив, що він має намір розширити кількість учасників, щоб включити більше континентальних чемпіонів. Було також передбачено, що ФІФА зрештою признає турнір.
У жовтні 2013 року Виконавчий комітет ФІФА отримав пропозицію від Women's Football Task Force для вивчення ідеї офіційного клубного чемпіонату світу серед жінок. В наступному місяці бразильська телекомпанія Globo повідомив, що ФІФА вже санкціонувало окремий клубний чемпіонат світу серед жінок, який за форматом отримав схожість з чоловічим Міжконтинентальним кубком. У турнірі, що мав складатись з одного матчу, повинні були зіграти переможець Жіночого кубка Лібертадорес 2013 року бразильський Сан-Жозе і переможець Ліги чемпіонів УЄФА серед жінок 2012-13 німецький «Вольфсбург». Тим не менш, матч так і не вийшов за рамки стадії планування.
У 2015 році Women's Football Task Force знову пропонує створення клубного чемпіонату світу серед жінок і серпні 2015 року підтвердила, що ідея проведення клубного чемпіонату світу серед жінок знаходиться в стадії планування. Організація також запропонувала збільшити кількість команд. Очікується, що перший розіграш пройде в 2017 році.